# Cephalotes crenaticeps
Cephalotes crenaticeps é uma espécie de inseto do gênero Cephalotes, pertencente à família Formicidae.